# Ружанка (Підкарпатське воєводство)
Ружанка (пол. Różanka) — село в Польщі, у гміні Вішньова Стрижівського повіту Підкарпатського воєводства.
Населення — 973 особи (2011).
У 1975-1998 роках село належало до Ряшівського воєводства.

## Демографія
Демографічна структура станом на 31 березня 2011 року:
|          | Загалом | Допрацездатний вік | Працездатний вік | Постпрацездатний вік |
| -------- | ------- | ------------------ | ---------------- | -------------------- |
| Чоловіки | 475     | 106                | 310              | 59                   |
| Жінки    | 498     | 103                | 277              | 118                  |
| Разом    | 973     | 209                | 587              | 177                  |